# Richard Knabb
Richard 'Rick' Knabb é um meteorologista americano que atuou como 11º Diretor do Centro Nacional de Furacões de 4 de junho de 2012 a 12 de maio de 2017. Em 21 de março de 2017, Knabb anunciou seu retorno ao The Weather Channel como especialista em clima tropical, cargo que ocupou de 2010 a 2012. Com isso, deixou o cargo de Diretor do NHC.

## Infância e educação
Knabb nasceu em Chicago, Illinois e foi criado no subúrbio de Fort Lauderdale, Flórida, e no subúrbio de Katy, em Houston, Texas. Ele frequentou a Purdue University e obteve o diploma de bacharel em Ciências Atmosféricas antes de obter o mestrado e o doutorado em meteorologia pela Florida State University.

## Carreira em meteorologia
Knabb começou a trabalhar para o NHC em 2001. Ele atuou como especialista sênior em furacões de 2005 a 2008. Ele deixou o NHC para se tornar vice-diretor do Centro de Furacões do Pacífico Central no Havaí, onde permaneceu até ingressar no The Weather Channel em maio de 2010, substituindo Steve Lyons como especialista em clima tropical. Ele foi anunciado como Diretor do Centro Nacional de Furacões a partir de 4 de junho de 2012, substituindo Bill Read . Ele está de volta ao The Weather Channel em 2017.